# 神戸六甲鉄道六甲ケーブル線
六甲ケーブル線（ろっこうケーブルせん）は、兵庫県神戸市灘区の六甲ケーブル下駅から六甲山上駅に至る神戸六甲鉄道のケーブルカー路線である。

## 概要
六甲山を登るケーブルカーだが、六甲山最高峰の山頂は3.7kmほど北東にある。六甲山上駅ではケーブルカーと同じく神戸六甲鉄道が運行する六甲山上バスに接続しており、バスと六甲有馬ロープウェーを乗り継いで有馬温泉へ抜けることもできる。
アールデコ調の六甲山上駅の駅舎は創業当時のもので、大切に保存されている。山上駅ではコンサートなども催される。なお、創業当初は、六甲ケーブル下駅も六甲山上駅に類似した建物であったが、1938年の阪神大水害での被災を契機に現在の山小屋風建築に建て直されている。
従来は阪急電鉄系の阪急バスと競合関係にあったが、2006年の阪急電鉄と阪神電気鉄道（阪神電鉄）の経営統合に伴う阪急阪神ホールディングス発足に伴い、阪急電鉄側が六甲ケーブルをPRするなど、従来にはなかった変化が見られるようになった。だが阪急バスが通る表六甲ドライブウェイは六甲ケーブル下駅前を高架橋で通過するため、阪急バスは従来どおり六甲ケーブルとは連絡していない。
2023年12月8日、阪神電鉄との六甲ケーブル事業に関する資産承継に関して合意し、翌2024年4月1日より、阪神電鉄が施設を保有し、六甲山観光が社名変更した神戸六甲鉄道が運行・設備管理を担当する上下分離方式に移行した。

### 路線データ
- 路線距離（営業キロ）：1.7km
- 方式：単線2両交走式
- 軌間：1067mm
- 駅数：2駅（起終点駅含む）
- 高低差：493.3m
- 最急勾配：498‰（約26°28′）

## 運行形態
20分間隔の運行で、所要時間は10分。ただし、大型連休や行楽シーズンは15分間隔の増発運転となる。

## 車両
現在の車両は3代目で、1999年より運行開始した。2両連結で、山下側はトロッコ車両のように車体の上半分が外気に開放された展望車となっている。赤と深緑の塗装をまとった車両と緑と薄茶色の塗装をまとった車両があり、前者は「クラシックタイプ」後者は「レトロタイプ」と名づけられ、車番はクラシックタイプの山上車が1で展望車が3となっており、レトロタイプは山上車が2で展望車が4となっている。これらは阪神電鉄と神戸市電の創業時の車両をイメージしている。
2代目は1959年に日立製作所で製造された車両であり、この車両から展望車つきの2両編成となった。山上車の前面は丸みをおびたボンネット形の形状で、側面は山上車・展望車ともに4扉、折り戸となっていた。塗装は黄色をベースに、1・3号車は赤のラインを、2・4号車は緑のラインを配した塗装となっていた。なお、八栗ケーブルでは2代目の山上車とほぼ同型の車両が運行されている。

## 歴史

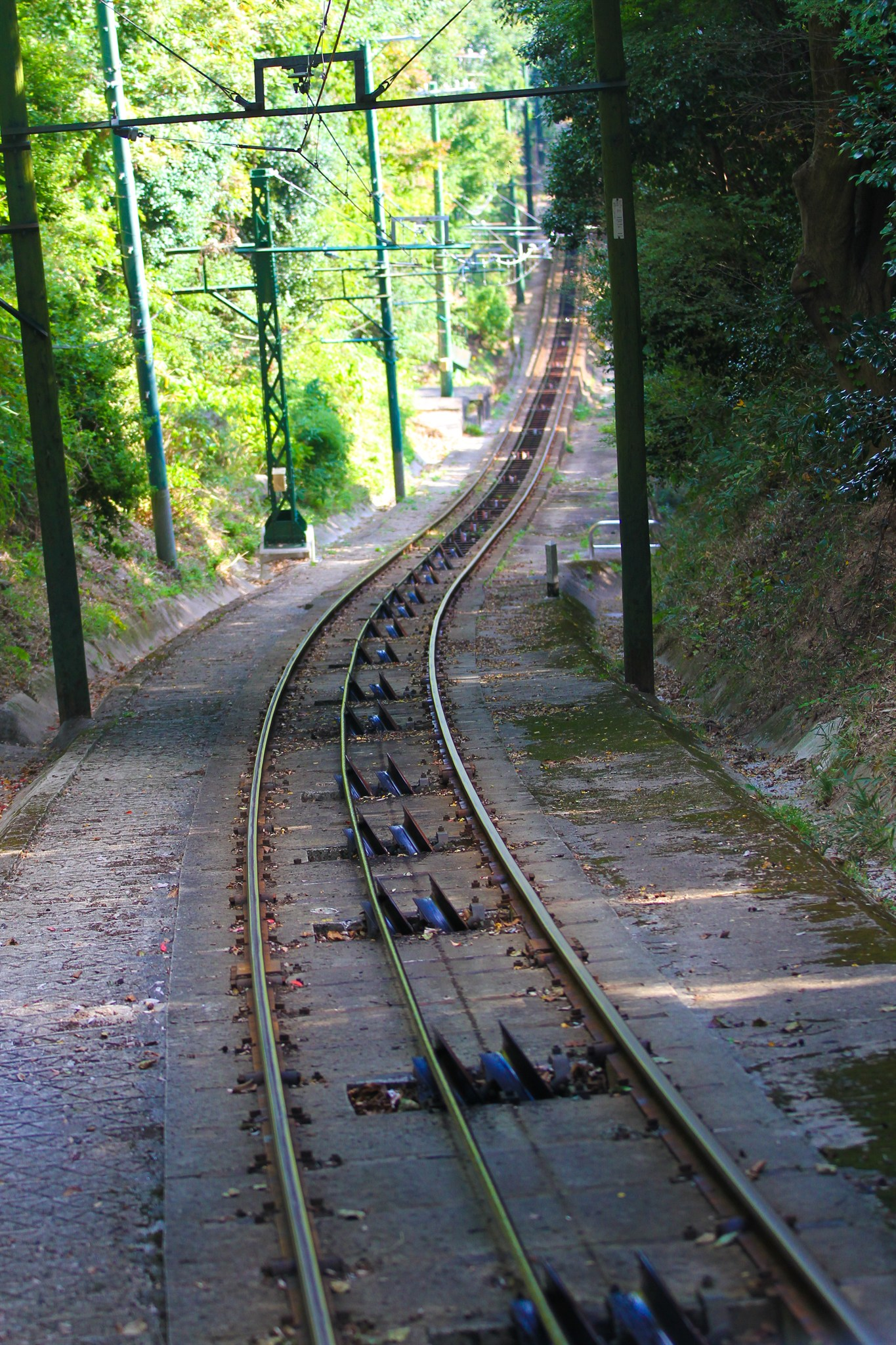
ケーブル線.

- 1932年（昭和7年）3月10日：六甲越有馬鉄道により、土橋駅（現在の六甲ケーブル下駅） - 清水駅 - 六甲山駅（現在の六甲山上駅）間が開業[1]。当時は2区間に分かれていて、途中の清水駅で乗り継ぐ必要があった。
- 1938年（昭和13年）
  - 7月5日：豪雨災害（阪神大水害）により全線不通となる。土橋駅及び清水駅は土石流により倒壊。
  - 8月4日：仮復旧により運行再開。
- 1944年（昭和19年）2月11日：不要不急線として路線休止。路線は撤去されず。
- 1945年（昭和20年）：8月25日 運行再開[1]。
- 1959年（昭和34年）：2代目車両運行開始。
- 1968年（昭和43年）8月10日：皇太子明仁親王、同妃美智子乗車。
- 1973年（昭和48年）2月1日：土橋駅を六甲ケーブル下駅と改称。
- 1975年（昭和50年）10月29日：六甲越有馬鉄道が摩耶ケーブルを運営する摩耶鋼索鉄道を合併し、六甲摩耶鉄道の路線となる。
- 1981年（昭和56年）5月25日：昭和天皇が六甲山上駅を訪問。屋上展望台を「天覧台」と改称。
- 1995年（平成7年）
  - 1月17日 ：阪神・淡路大震災により不通となる。
  - 7月21日 ：運行再開[5]。
- 1999年（平成11年）3月27日 ：3代目車両運行開始[4]。
- 2013年（平成25年）
  - 9月16日：台風18号による土砂災害で運行休止。
  - 10月1日：六甲摩耶鉄道と六甲山関連施設を運営する阪神総合レジャーとの合併により六甲山観光の路線となる。
- 2014年（平成26年）1月25日：土砂の完全撤去により復旧、運行再開[6]。
- 2024年（令和6年）4月1日：六甲山観光が神戸六甲鉄道に社名変更[3]。ケーブル事業に関する資産を阪神電鉄へ譲渡し、神戸六甲鉄道は第二種鉄道事業者として運行・設備管理に特化し、阪神電鉄が第三種鉄道事業者として六甲ケーブルの設備を保有する「上下分離方式」に移行[3][2]。

戦前、当路線よりも先に阪急系列の六甲登山架空索道によって同線に並行する形で索道線（ロープウェイ）が1931年に開業しており、1944年にそれが不要不急線に指定されて撤去されるまで、六甲への客をめぐり阪急・阪神両陣営による争奪戦を繰り広げた。不要不急線の指定にあたっては六甲登山架空索道・六甲ケーブルともども指定され1944年に両者とも営業を休止しているが、当路線は、ロープウェイと比較してケーブルの撤去が難航するなかで終戦を迎えたため、戦後営業運転を再開している（この、ケーブル撤去の難航について、六甲ケーブルと当時系列会社の関係にあった摩耶ケーブルを優先的に撤去する人員工面の関係から、六甲ケーブル自体は撤去されておらず自家用に限って営業を継続していたとの話もある）。なお、阪急側は戦後、六甲登山架空索道の復旧の代わりに表六甲ドライブウェイの整備に協力し、1956年に表六甲ドライブウェイが開業すると、阪急六甲駅から直行の阪急バス（表六甲線）を運転するようになり、神戸市バスもこれに参画した。しかし、神戸市バスは2004年4月に阪急バスに路線譲渡し、阪急バスも2023年3月に表六甲ドライブウェイ区間の運行を廃止したことで、表六甲のアクセスは六甲ケーブルのみとなった。

## 駅一覧
六甲ケーブル下駅（標高244.2m） - 六甲山上駅（標高737.5m）

## 未成線
前身会社である六甲越有馬鉄道は当初計画として御影町（阪神御影） - 高羽（現在のケーブル下駅）- 有野村東六甲 - 有馬温泉の鉄道敷設免許を持っていた。この計画はケーブルカー区間が5か所あり車両がその区間にさしかかると車両を台車に乗せて引っ張り上げるという方式であった。阪神は1928年4月にこの会社を買収し傍系会社としたものの莫大な建設費と技術的にも問題があり新在家から山元までバスとし山上まではケーブルカーという輸送形態に計画を変更した。免許は1937年に失効している。

## 接続路線
- 六甲ケーブル下駅：
  - 神戸市営バス 16系統 JR六甲道経由 阪神御影行
  - 神戸市営バス 16系統 JR六甲道行
    - 六甲ケーブル下 - 高羽町 - 阪急六甲 - JR六甲道 - 阪神御影

  - 神戸市営バス 26系統 JR六甲道止
    - 六甲ケーブル下 - 昭生病院前 - 六甲台西 - 神戸海星病院前 - 阪急六甲 - JR六甲道方面

※16系統と26系統は、のりばが少し離れている。
- 六甲山上駅：
  - 六甲山上バス
  - 六甲摩耶スカイシャトルバス・阪急バス
  - （六甲有馬ロープウェー表六甲線は2004年12月に休止）

## ギャラリー

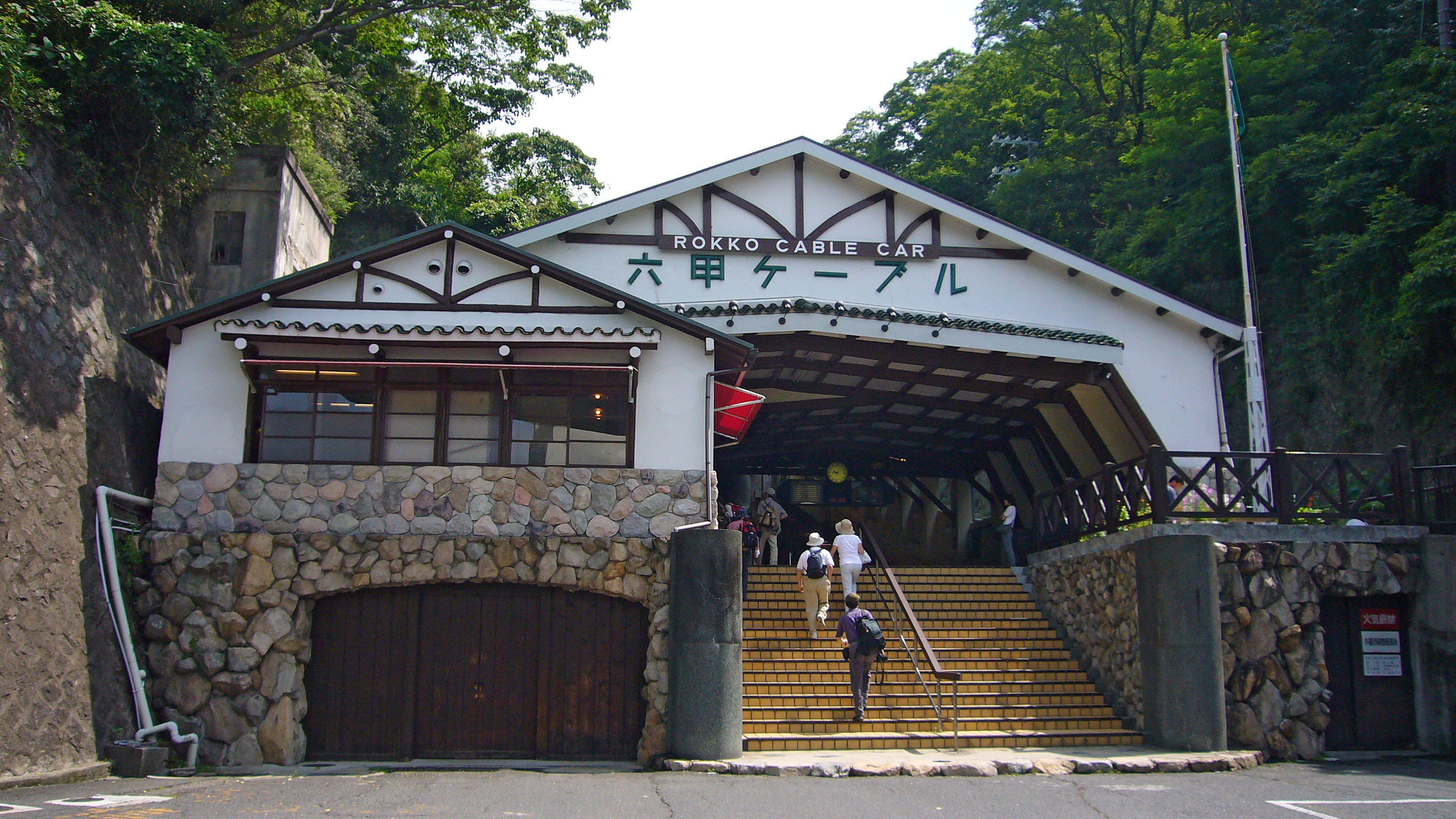
六甲ケーブル下駅
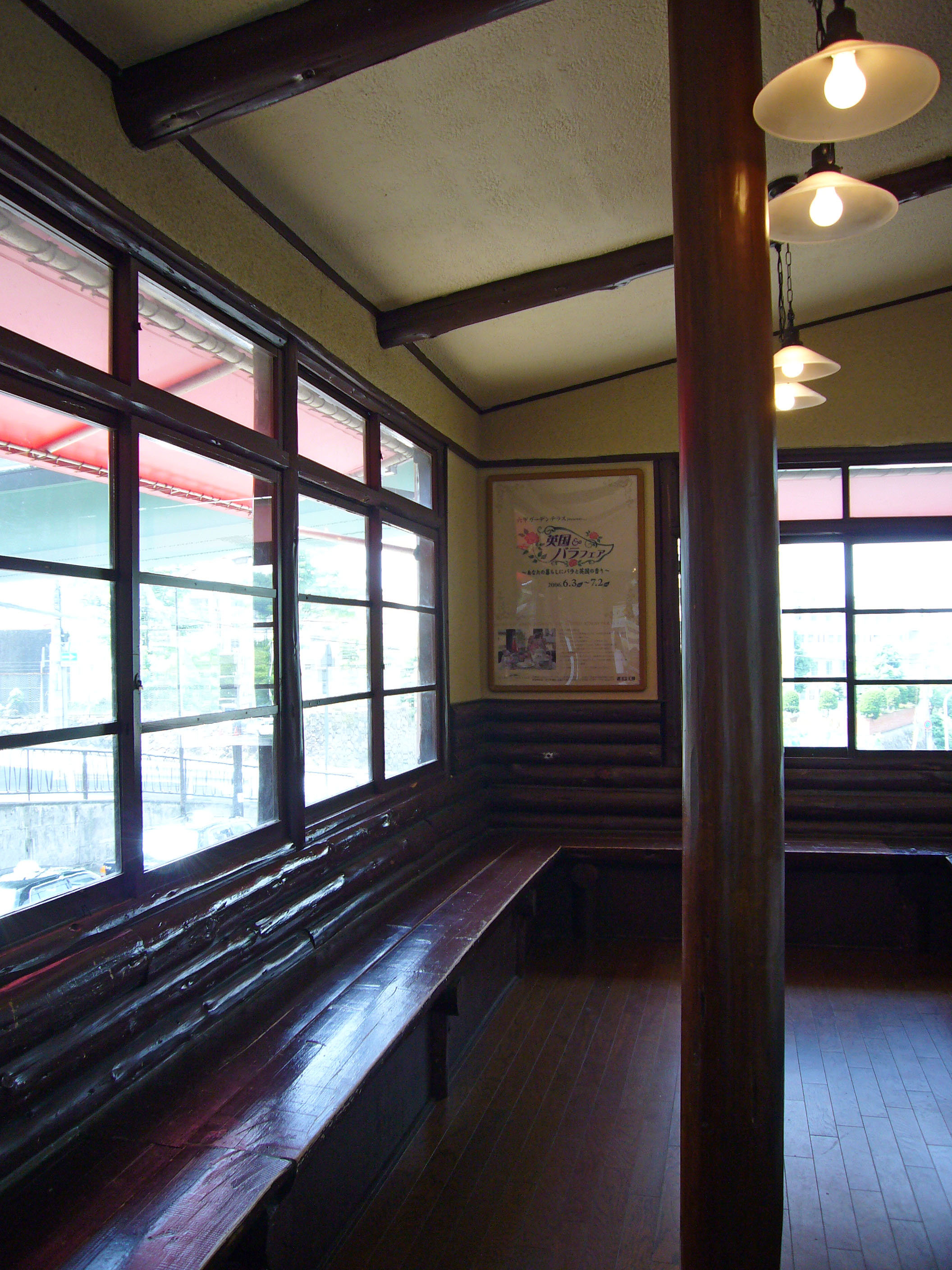
六甲ケーブル下駅の待合室
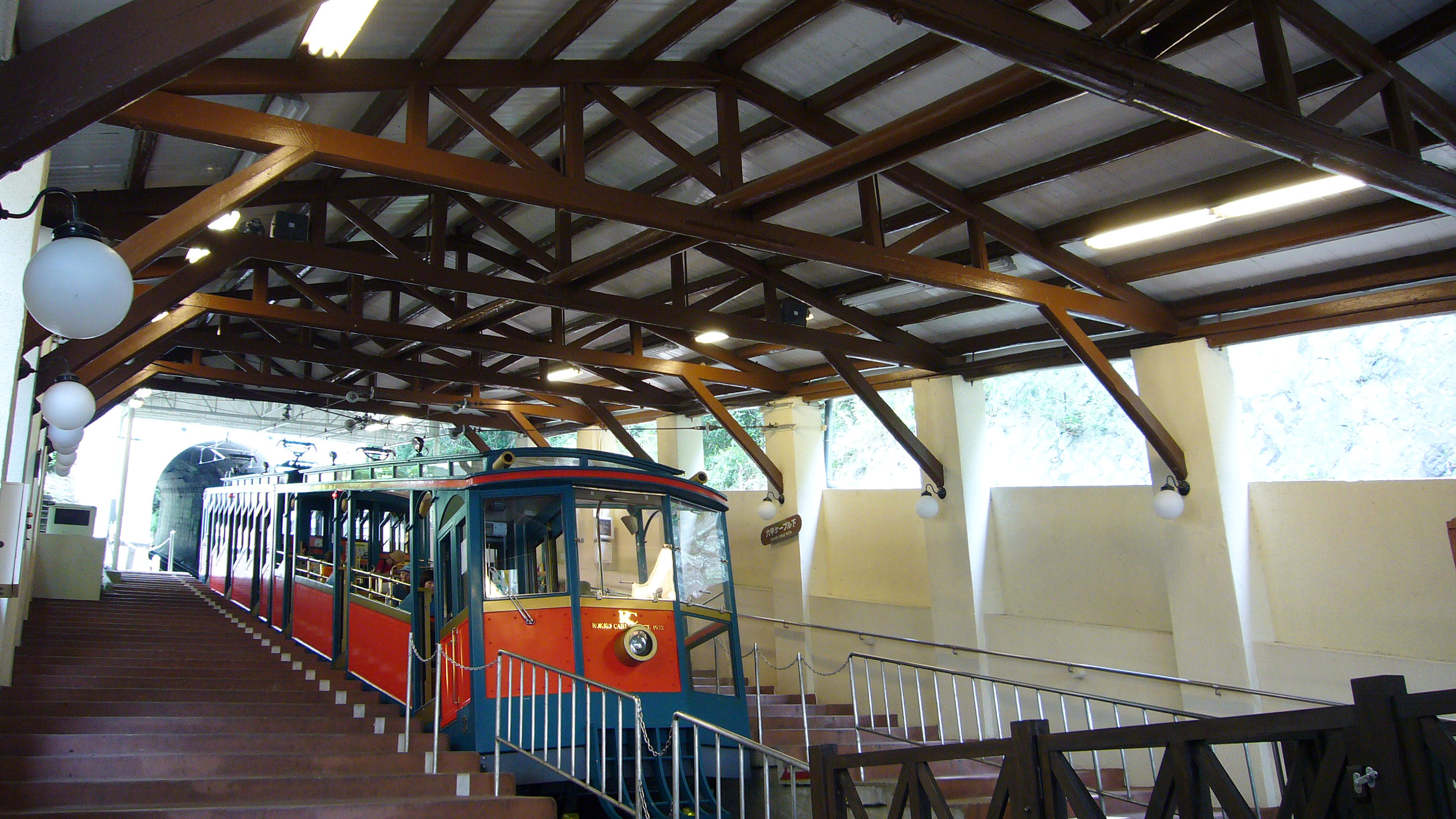
六甲ケーブル下駅ホームの1、3号車
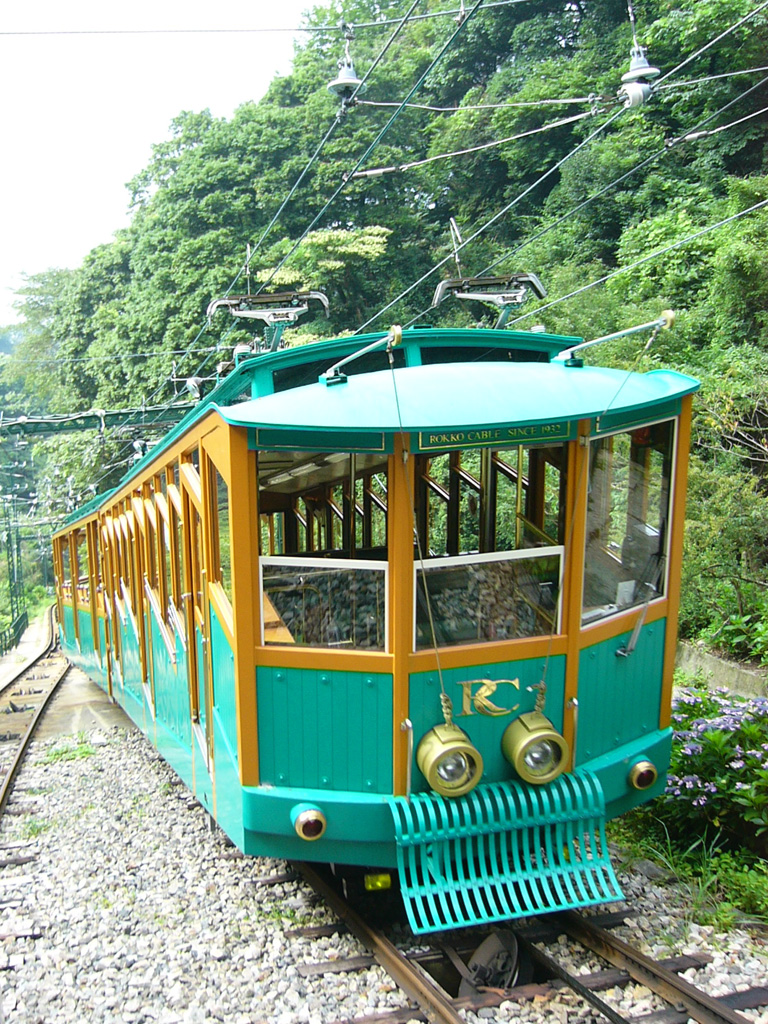
走行中の六甲ケーブル2、4号車
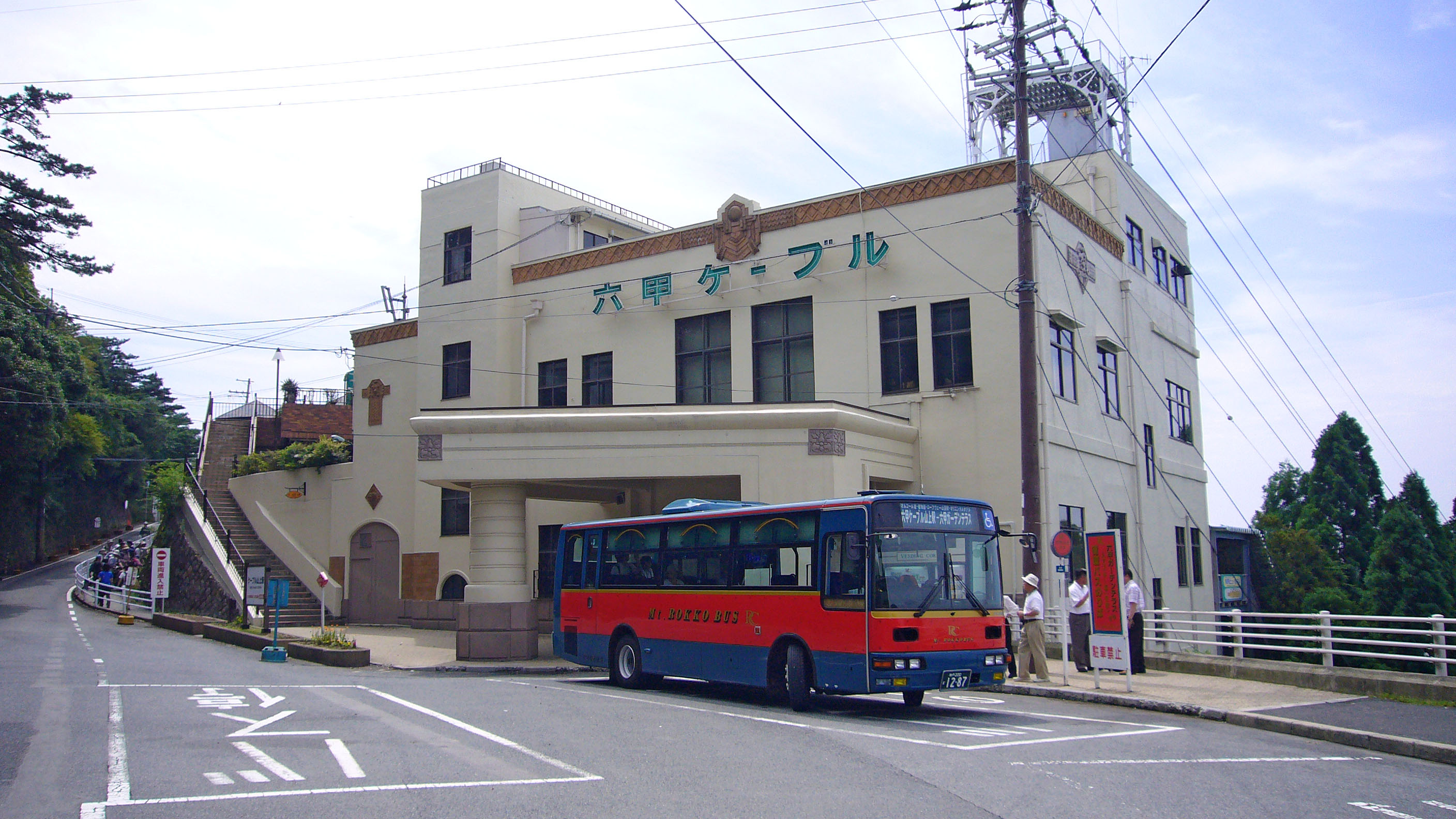
六甲山上駅と六甲山上バス
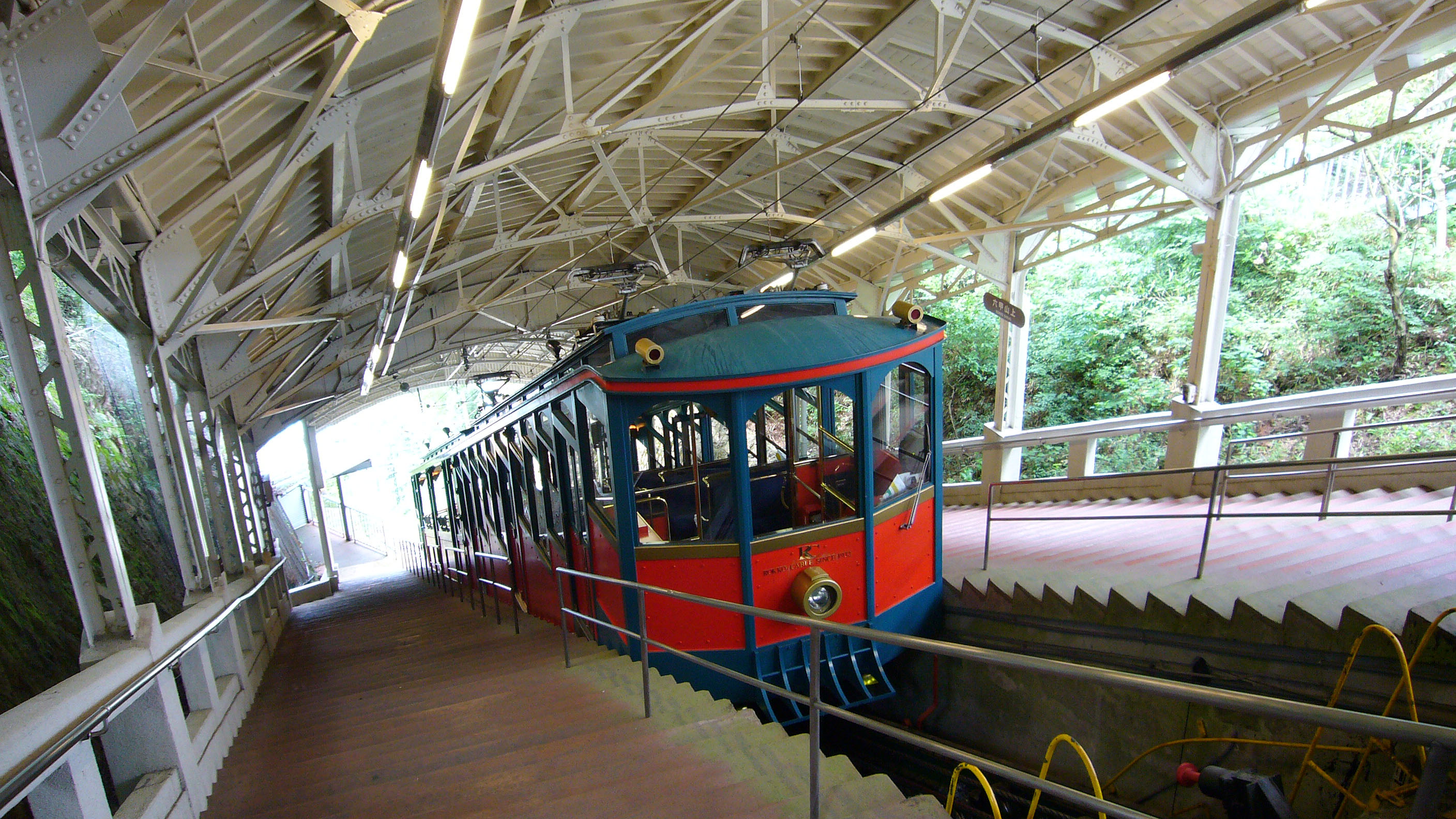
六甲山上駅ホームの1、3号車

## ロケ地として
- 『ゆがんだ月』 (1959年、日活映画)、出演: 長門裕之
- 『過ぎし日のセレナーデ』（1989年）フジテレビ、出演: 田村正和